# Ślinianka przyuszna

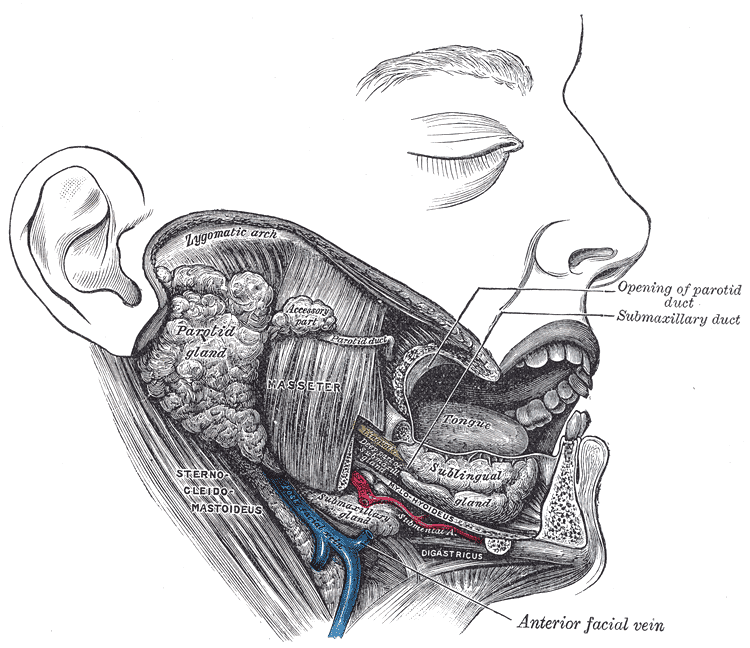
Ślinianka przyuszna człowieka (parotid gland)

Ślinianka przyuszna, przyusznica (łac. glandula parotidea) – gruczoł zaopatrujący jamę ustną w ślinę.
Ślinianka przyuszna znajduje się w dole zażuchwowym, który wypełnia wraz ze ślinianką żuchwową (podżuchwową u człowieka).
Gruczoł ten cechuje się budową zrazikową. Poszczególne zraziki widać bez użycia przyrządów optycznych. Mimo dobrego ukrwienia wyróżniają się jaśniejszą barwą spośród otaczających je mięśni.
Przyśrodkowo od opisywanego gruczołu przebiegają odgałęzienia tętnicy szyjnej wspólnej, jak też żyły szyjnej, a także kość gnykowa, mięśnie i nerwy czaszkowe twarzowy i trójdzielny. Od strony zewnętrznej na przyusznicy leży powięź przyusznicza bądź mięsień przyuszniczy. Przewód wyprowadzający tego gruczołu określa się mianem przewodu przyuszniczego bądź przewodu Stenona.
Budowa gruczołu przyusznego u różnych taksonów wykazuje znaczące różnice. Bydło domowe ma śliniankę przyuszną maczugowatego kształtu, zgiętą, o zgrubiałym końcu grzbietowym, końcu dolnym przykrywającym śliniankę żuchwową i trzonie sąsiadującym z mięśniem żwaczem. Świnia domowa cechuje się dużą, trójkątną ślinianką przyuszną. Wyróżnia się u niej koniec górny (małżowinowy), przedni (krtaniowy) i tylny (szyjny). Koń ma przyusznicę większą, niż u bydła. Górny jej koniec dwoma występami sąsiaduje z małżowiną uszną, z występem przed- i zamałżowinowym. Analogicznie dolny koniec tego gruczołu zaopatrzony jest w 2 występy: krtaniowy leżący z przodu i szyjny leżący tylnie. Leżą one w rozwidleniu żyły szyjnej. Drapieżne mają niewielką przyusznicę o trójkątnym kształcie i dwóch występach tworzących części przemałżowinową i zamałżowinową. Gruczoł ten lokuje się bowiem u nich w sąsiedztwie małżowiny usznej, a wspomniane występy otaczają przewód słuchowy zewnętrzny. U człowieka dzieli się na część powierzchowną i głęboką, zwaną wyrostkiem zażuchwowym.